# Parasimpaticomimético
Una sustancia parasimpaticomimética o agonista colinérgico es un fármaco, medicamento, droga o veneno que actúa al estimular o producir efectos equivalentes a las acciones del sistema nervioso parasimpático. Son compuestos químicos también llamados colinérgicos porque la acetilcolina es el neurotransmisor usado por el parasimpático, por lo tanto, sus efectos son similares a los producidos por la acetilcolina.

## Morfología
Las neuronas parasimpáticas preganglionares y postganglionares hacen uso de la acetilcolina como neurotransmisor. Empíricamente se descubrieron dos tipos de receptores distintos que eran estimulados indistintamente por la acetilcolina.
- Muscarínicos: Estos receptores eran estimulados específicamente por la Muscarina e inhibidos específicamente por la Atropina.
- Nicotínicos: Divididos en función de su localización más frecuente: 
  - Neuronales: Estimulados específicamente por la Nicotina e inhibidos específcamente por el Trimetofán.
  - Musculares: Estimulados específicamente por la Nicotina e inhibidos específcamente por la Tubocurarina.

## Acción
Las drogas en esta familia pueden actuar directamente sobre el receptor de acetilcolina, sea nicotínico o muscarínico, o bien inhibiendo la enzima colinesterasa, promoviendo la liberación de acetilcolina o por otros mecanismos indirectos. Estos efectos ejercen su acción en:
1. Órganos efectores inervados por fibras parasimpáticas postganglionares.
2. Las neuronas ganglionares simpáticas y parasimpáticas.
3. La placa motriz del músculo estriado.
4. Algunas sinapsis dentro del sistema nervioso central.La estimulación de los receptores nicotínicos se manifiesta en el Sistema Nervioso Central (S.N.C) y a nivel de la unión neuromuscular, de la siguiente forma:

- A nivel central: Se produce un aumento de la actividad cerebral (hiperactividad) que induce a insomnio y ataxia. A dosis altas pueden aparecer cuadros psicóticos por alucionaciones y cuadros convulsivos. Aparece una respiración cíclico-periódica llamada Cheyne-Stokes.
- A nivel de la placa motriz: Se producen contracciones intensas de la musculatura, pudiéndose producir parálisis en el caso de que no haya repolarización.Algunas armas químicas como el sarin o VX, agentes no-letales como el gas lacrimógeno e insecticidas como la diazinona entran en esta categoría. Los efectos sistémicos que se producen como consecuencia de la estimulación de los receptores muscarínicos son los siguientes:
- A nivel cardiovascular: Se estimula el nodo sinoauricular o sinusal produciéndose una disminución de su actividad eléctrica induciéndose a una bradicardia. Se ralentiza la velocidad de conducción en la fibras miocárdicas, produciéndose un prolongación del periodo refractario eficaz. A nivel auricular, disminuye la capacidad contráctil y el volumen eyectado/minuto. En los ventriculos aparece un disminución en la velocidad de conducción de las fibras de Purkinje, pudiendo inducirse a fallo cardíaco por ineficacia del bombeo general. A nivel vascular, se produce una relajación de la musculatura lisa arterial, produciendo vasodilatación.
- A nivel digestivo: La estimulación muscarínica produce aumento del peristaltismo intestinal y de la motilidad, induciéndose a cuadros diarreicos y dolores cólicos. A nivel de las glándulas secretoras digestivas, como consecuencia de la vasodilatación arterial general, se produce un aumento de las secreciones intestinales, pancreáticas, digestivas y salivales.
- A nivel pulmonar: Se produce contracción de la musculatura lisa bronquial, produciéndose una broncoconstricción. La vasodilatación provoca un aumento de las secreciones a nivel alveolar y bronquial.
- A nivel urinario: Se produce la contracción del músculo detrusor, aumentando la presión intrapélvica. Simultáneamente se produce una relajación del trígono vesical y de los esfínteres uretrales. Como resultado se favorece la micción, estando indicados estos fármacos en casos de atonía vesical.
- A nivel ocular: Se da la contracción del músculo esfínter del iris produciéndose una reducción de la pupila (miosis ocular). La filtración del humor acuoso aumenta, reduciéndose la presión intraocular.
- A nivel de las glándulas sudoríparas: La vasodilatación induce a un aumento de la sudoración, dándose una situación de diaforesis.

## Fármacos
De acuerdo al mecanismo de acción de las drogas colinérgicas, se clasifican en, drogas de acción directa y de acción indirecta.

### De acción directa
Los parasimpaticomiméticos o colinérgicos de acción directa actúan estimulando directamente al receptor nicotínico o muscarínico de la acetilcolina, actuando como ésta. En cuanto a la farmacología parasimpaticomimética o colinérgica se describen los siguientes principios activos:
- Ésteres de colina
  - Acetilcolina (es el propio neurotransmisor parasimpático, por lo que su administración potencia la acción parasimpática)
  - Betanecol (acción muscarínica y escasa acción nicotínica)
  - Carbacol (acción muscarínica, con mayor intensidad en los receptores M2 y M3, y accíón nicotínica a nivel central y de la placa motora muscular)
  - Metacolina (todos los receptores muscarínicos)
- Alcaloides naturales
  - Nicotina
  - Muscarina
  - Pilocarpina (receptores M3)

### De acción indirecta
Las drogas parasimpaticomiméticas de acción indirecta actúan bien como inhibidores reversibles de la colinesterasa, inhibidores irreversibles de la colinesterasa o bien como promotores de la liberación de acetilcolina. Los parasimpáticomiméticos de acción indirecta pueden actuar también como antiadrenérgicos, inhibiendo el sistema antagonista del parasimpático, el sistema nervioso simpático.
- Inhibidores reversibles de la colinesterasa
  - Ambenonium
  - Donepezilo
  - Edrofonio
  - Neostigmina
  - Fisostigmina
  - Piridostigmina
  - Rivastigmina
  - Tacrina
- Inhibidores Irreversibles de la colinesterasa
  - Ecotiofato
  - Isoflurofato
  - Malatión
- Promotores de la liberación de ACh
  - Cisaprida
  - Metoclopramida
- Antiadrenergicos
  - Clonidina (receptor agonista α, α2 > α1, dando retroalimentación negativa)
  - propranolol (antagonista del receptor adrenérgico β2)
  - atenolol (antagonista del receptor adrenérgico β1)
  - prazosin (antagonista del receptor α1)
  - metildopa (agonista del receptor α2 por medio de retroalimentación negativa)